# Bourdonnay
Bourdonnay – miejscowość i gmina we Francji, w regionie Grand Est, w departamencie Mozela.
Według danych na rok 1990 gminę zamieszkiwało 215 osób, a gęstość zaludnienia wynosiła 12 osób/km² (wśród 2335 gmin Lotaryngii Bourdonnay plasuje się na 830. miejscu pod względem liczby ludności, natomiast pod względem powierzchni na miejscu 239.).